# Fumaria gagrica
Fumaria gagrica är en vallmoväxtart som beskrevs av M.A. Mikhailova. Fumaria gagrica ingår i släktet jordrökar, och familjen vallmoväxter. Inga underarter finns listade i Catalogue of Life.